# کیوهی اویاما
کیوهی اویاما (انگلیسی: Kyohei Oyama؛ زادهٔ ۲۲ مهٔ ۱۹۸۹) بازیکن فوتبال اهل ژاپن است.
از باشگاه‌هایی که در آن بازی کرده‌است می‌توان به باشگاه فوتبال آویسپا فوکوئوکا اشاره کرد.